# Irvine Page
Irvine Heinly Page (* 7. Januar 1901 in Indianapolis, USA; † 10. Juni 1991) war ein US-amerikanischer Physiologe. Zu seinen wichtigsten Leistungen zählen die Identifizierung des Renin-Angiotensin-Aldosteron-Systems, die Entdeckung des Gewebshormons und Neurotransmitters Serotonin, die Beschreibung eines neurogenen Mechanismus der renalen Hypertonie, die Entdeckung eines als Barorezeptor-Resetting bezeichneten Mechanismus, der zur Veränderung des Barorezeptor-Reflexes führt und die Beschreibung der Mosaik-Theorie der Hypertonie. Er war von 1956 bis 1957 Präsident der American Heart Association und seit 1971 gewähltes Mitglied der National Academy of Sciences. 1957 wurde er in die American Academy of Arts and Sciences gewählt.

## Ehrungen und Auszeichnungen
Irvine Page wurde mit zehn Ehrendoktor-Titeln geehrt sowie mit dem Ida B. Gould Memorial Award der American Association for the Advancement of Science (1957), dem Albert Lasker Award for Basic Medical Research (1958), dem Gairdner Foundation International Award (1963), die Auszeichnung der American Medical Association (1964), dem Oscar B. Hunter Award (1966); dem Passano Award (1967) und dem Stouffer Prize (1970) ausgezeichnet. Ihm zu Ehren verleiht die American Heart Association den Irvine H. Page Young Investigator Research Award an junge Wissenschaftler und den Irvine Page - Alva Bradley Lifetime Achievement Award.